# UFC 257
UFC 257: Poirier vs. McGregor 2 foi um evento de MMA produzido pelo Ultimate Fighting Championship no dia 23 de janeiro de 2021, no Flash Forum, em Abu Dhabi.

## Background
A luta principal da noite foi a revanche entre Conor McGregor e Dustin Poirier, no peso-leve.

## Bônus da Noite
Os lutadores receberam US$50.000 de bônus:
- Luta da Noite: Não houve lutas premiadas.
- Performance da Noite:    Dustin Poirier,  Michael Chandler,  Makhmud Muradov e   Marina Rodriguez